# Torquato Dini
Torquato Dini (* 27. Juni 1893 in Sant’Angelo in Vado, Provinz Pesaro und Urbino; † 26. März 1934) war ein italienischer Geistlicher, römisch-katholischer Erzbischof und Diplomat des Heiligen Stuhls.

## Leben
Torquato Dini empfing am 20. September 1913 das Sakrament der Priesterweihe.
Am 12. November 1933 ernannte ihn Papst Pius XI. zum Titularerzbischof von Dara und bestellte ihn zum Apostolischen Delegaten in Ägypten. Der Sekretär der Kongregation für die orientalischen Kirchen, Luigi Kardinal Sincero spendete ihm am 6. Januar 1934 die Bischofsweihe; Mitkonsekratoren waren der Sekretär der Kongregation für die Ausbreitung des Glaubens, Kurienerzbischof Carlo Salotti, und der Bischof von Urbania-Sant’Angelo in Vado, Luigi Giacomo Baccini OFMCap.